# Лановой, Василий Семёнович
Васи́лий Семёнович Ланово́й (16 января 1934, Москва — 28 января 2021, Москва) — советский и российский актёр театра и кино, мастер художественного слова (чтец), общественный деятель, театральный педагог. Герой Труда Российской Федерации (2019). Народный артист СССР (1985). Лауреат Ленинской премии (1980).

## Биография

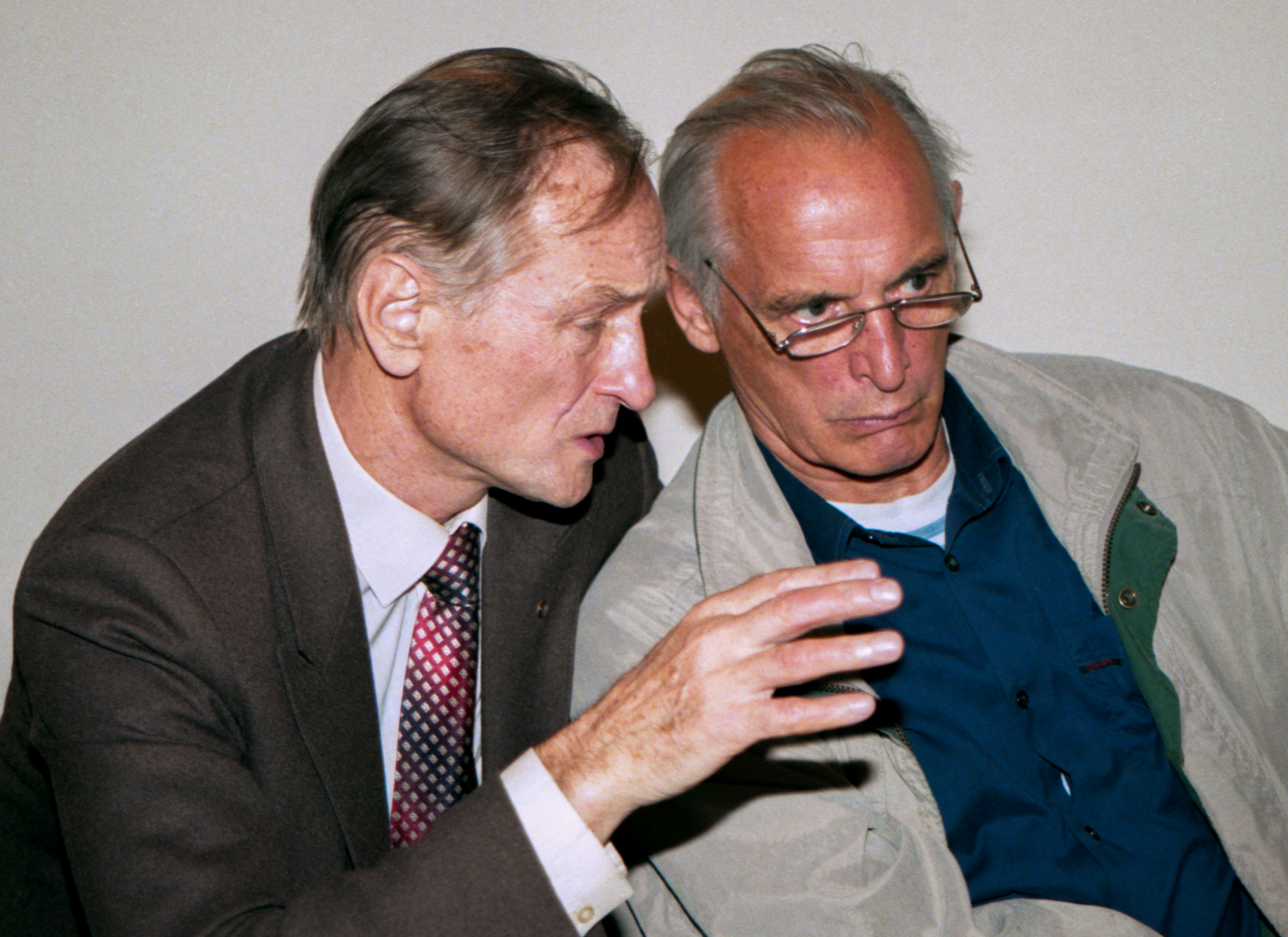
Михаил Ножкин беседует с Василием Лановым, октябрь 2001 года, автор фото: Лев Медведев

Василий Семёнович Лановой родился 16 января 1934 года в Москве. Сын крестьян из села Стримба Кодымского района Одесской области. В 1931—1932 годах переехали в Москву, куда их позвал брат отца. Со времени переезда в Москву родители Ланового работали на химическом заводе, в цехе, который с 23 июня 1941 года стал разливать вручную противотанковую жидкость и зажигательную смесь и в результате, по словам Василия, через пять дней у всех 72 работников цеха «была уничтожена нервная система рук и ног». Все пострадавшие были отправлены на лечение в санаторий, но мать Ланового так и осталась инвалидом первой группы, а отец — второй.
Великую Отечественную войну семилетний Василий встретил в селе Стримба у бабушки с дедушкой, куда приехал в гости из Москвы 22 июня 1941 года. Когда село было захвачено румынами, солдат ради забавы пустил две автоматные очереди над головой Василия, после чего он стал сильно заикаться.
В 1947 году Лановой начал заниматься в театральной студии при Дворце культуры ЗИЛа, где получил первые уроки сценического мастерства. В 1951 году на Всесоюзном конкурсе самодеятельных артистов Лановой и будущий режиссёр Таланкин были награждены грамотами.
Окончил школу с золотой медалью. В 1953 году поступил на факультет журналистики МГУ, но проучился там всего полгода. Затем поступил в Театральное училище имени Б. Щукина (ныне Театральный институт имени Бориса Щукина). Ещё во время учёбы в 1954 году снялся в своём первом фильме «Аттестат зрелости», а в 1956 году сыграл главную роль в фильме «Павел Корчагин». В 1957 году окончил Театральное училище имени Б. Щукина (курс Ц. Л. Мансуровой). Во время учёбы познакомился с актрисой Татьяной Самойловой, женился и прожил с ней несколько лет.
Член КПСС с 1968 года.
С 1957 по 2021 год — артист Государственного академического театра имени Е. Вахтангова, где играл роли Фортинбраса («Гамлет»), Маяковского («Конармия»), Цезаря («Антоний и Клеопатра»), Пушкина («Шаги Командора»), Троцкого («Брестский мир»), Джорджа Бернарда Шоу («Милый лжец») и многие другие.
Одновременно снимался во множестве фильмов: «Павел Корчагин» (1957), «Алые паруса» (1961), «Война и мир» (1965—1968), «Офицеры» (1971), «Семнадцать мгновений весны» (1973), «Анна и Командор» (1974), «Дни Турбиных» (1976) и других.
В 1979 году озвучил многосерийный документальный фильм «Великая Отечественная», созданный кинематографистами под руководством Р. Л. Кармена. Его работа была отмечена самой престижной премией того времени — Ленинской.
Признанный мастер художественного слова. Его творческие программы включают поэзию А. Блока, А. Ахматовой, В. Маяковского, О. Берггольц, А. Пушкина и других.
В 1983 году написал книгу «Счастливые встречи», а в 2004 году — книгу «Летят за днями дни».
С 1985 года преподавал на кафедре сценической речи в Театральном институте имени Б. Щукина. Был профессором и заведующим этой кафедрой (1995).
Более 20 лет возглавлял Международный детский кинофестиваль «Алые паруса Артека».
В 2017 году был занят в спектаклях:

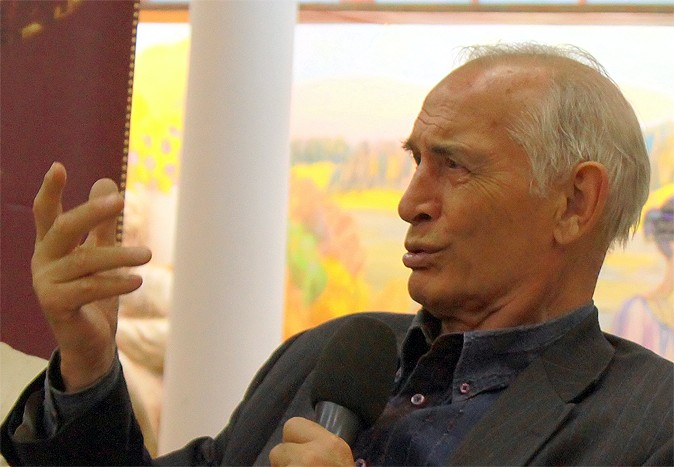
Василий Лановой, 2009 год

- «Посвящение Еве» Э.-Э. Шмитта (постановка С. И. Яшина);
- «Пристань» — спектакль-бенефис (постановка Р. Туминаса);
- «Последние лу́ны» (постановка Р. Туминаса). Две истории по пьесам Ф. Бордона «Последние луны» и Г. Мюллера «Тихая ночь»; главную роль в первой пьесе играет В. Лановой, во второй — И. Купченко.

Последний раз Василий Лановой вышел на сцену театра Вахтангова 24 декабря 2020 года в постановке «Последние луны».

### Болезнь и смерть
2 января 2021 года актёр был госпитализирован с положительным тестом на коронавирус, врачи диагностировали пневмонию. 28 января Лановому стало хуже, его перевели в реанимацию из-за возникших осложнений и подключили к аппарату ИВЛ, актёр пережил клиническую смерть, однако спасти его не удалось. Василий Лановой скончался в тот же день на 88-м году жизни от коронавируса. Церемония прощания прошла 1 февраля 2021 года в Москве в театре им. Вахтангова. Похоронен с воинскими почестями в тот же день на Новодевичьем кладбище (участок 5, ряд 39, место 11).
29 января 2024 года состоялось открытие памятника на могиле артиста.

## Семья
Отец — Семён Петрович Лановой (1907—1979), крестьянин. Мать — Агафья Ивановна Лановая (1910—1986), крестьянка.
Сестра — Валентина Лановая (1937—2002), диктор ЦТ.
Первая жена (1956—1958) — Татьяна Самойлова (1934—2014), актриса, народная артистка РФ (1992).
Вторая жена (1961—1971) — Тамара Зяблова (1929—1971), актриса Московского драматического театра им. А. С. Пушкина и режиссёр телевидения; погибла в автокатастрофе.
Третья жена (1972—2021) — Ирина Купченко (род. 1948), актриса театра и кино, народная артистка РСФСР (1989).
Сыновья — Александр Лановой (род. 1973), выпускник исторического факультета МГУ. Сергей Лановой (1976—09.10.2013), выпускник экономического факультета МГУ, работал в Министерстве финансов; скончался от сердечного приступа.

## Общественная деятельность

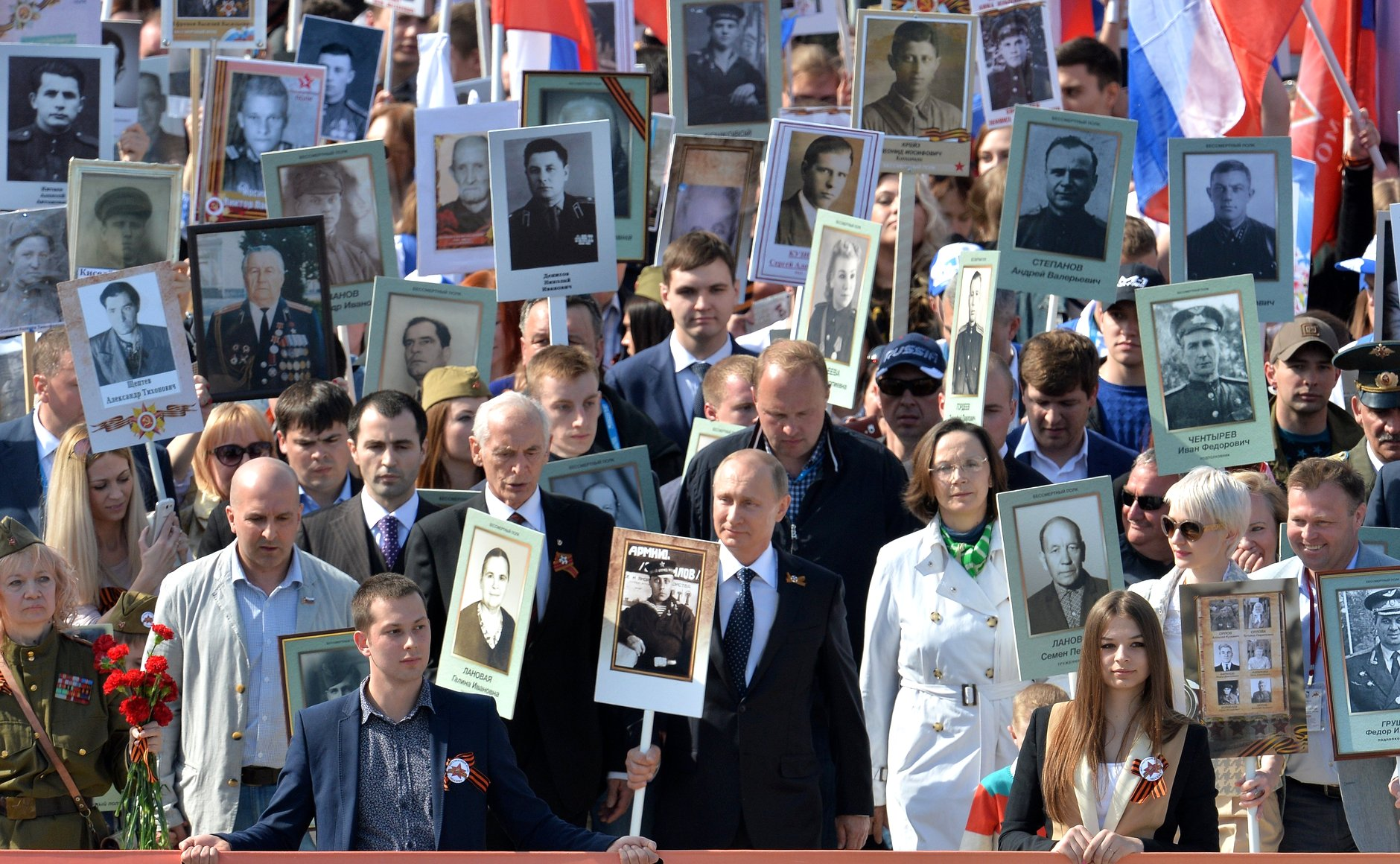
Василий Лановой с фотографией своей матери, Владимир Путин, Ирина Купченко с фотографией отца Василия Ланового. Бессмертный полк. Москва, Красная площадь, 9 мая 2015 года

Председатель межрегионального общественного фонда «Армия и культура» с 1995 года. Член Общественного совета при Министерстве обороны Российской Федерации, председатель комиссии Общественного совета о культурно-шефской работе и межнациональным отношениям.
Член Общественной палаты Российской Федерации второго состава (2008—2010).
Председатель правления Международного культурного центра «Слава».
Член Общественного совета при Следственном комитете Российской Федерации. С 3 февраля 2016 по 28 января 2021 года занимал пост почётного председателя Попечительского совета Кадетского корпуса Следственного комитета Российской Федерации имени Александра Невского.
Председатель попечительского совета патриотической акции «Бессмертный полк». Сопредседатель Центрального штаба Общероссийского общественного гражданско-патриотического движения «Бессмертный полк России».

## Политические взгляды
Был членом КПСС с 1968 года. По данным некоторых СМИ, в 1990-х годах придерживался антисемитских взглядов в духе Альберта Макашова; в частности, по утверждению газеты «Коммерсант», критиковал «всякое жидовье» за атаки на коммунистическую партию. В 2011 году поддерживал КПРФ.
На выборах президента России 1996, 2000, 2008, 2012 годов поддержал кандидата от КПРФ Геннадия Андреевича Зюганова.
В марте 2014 года Лановой поддержал аннексию Крыма, подписал письмо президенту России Владимиру Путину в его поддержку.
На президентских выборах 2018 года — доверенное лицо кандидата в Президенты России Владимира Путина.
В 2018 году был доверенным лицом кандидата в мэры Москвы Сергея Собянина.
За несколько дней до выборов в Мосгордуму 8 сентября 2019 года в СМИ появился «список Ланового», позиционировавшийся как альтернатива Умному голосованию. Вскоре сам актёр отверг причастность к этому списку, информацию о котором активно распространяли СМИ Евгения Пригожина, а также сайты и паблики в социальных сетях, связанные с московской мэрией.

## Творчество

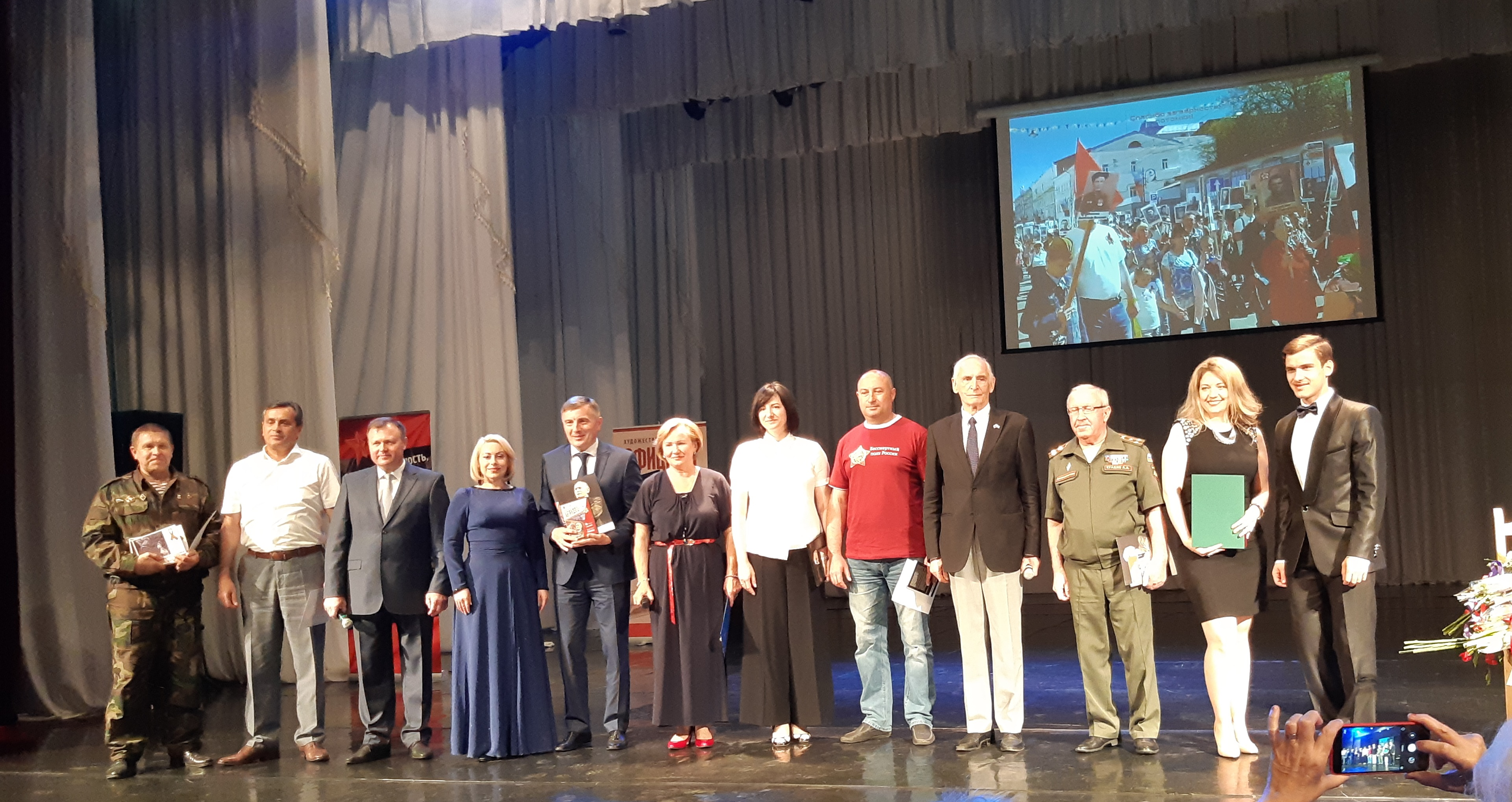
Лановой В. С. на акции «Спасибо за верность, потомки!». Адыгея, 19 июня 2018

### Театральные работы
Театр имени Е. Б. Вахтангова
- 1957 — «Большой Кирилл» И. Л. Сельвинского — Маяковский
- 1957 — «Вечная слава» Б. В. Рымаря — Бакланов
- 1958 — «Идиот» по роману Ф. М. Достоевского. Постановка А. И. Ремизовой — Очаровательный князь
- 1958 — «Гамлет» У. Шекспира — Фортинбрас
- 1958 — «Ангела» — Ламброс
- 1958 — «Одна» С. И. Алёшина — Нефёдов
- 1958 — «Перед заходом солнца» Г. Гауптмана. Постановка А. И. Ремизовой — советник, Эгмонт
- 1959 — «Фома Гордеев» по М. Горькому — адъютант
- 1959 — «Горя бояться — счастья не видать» С. Я. Маршака — Солдат (ввод)
- 1959 — «Иркутская история» А. Н. Арбузова — гость на свадьбе
- 1959 — «Стряпуха замужем» А. В. Софронова — колхозник
- 1959 — «Маленькие трагедии» А. С. Пушкина — гость у Лауры
- 1960 — «Шестой этаж» А. Жери — Жонваль
- 1962 — «Алексей Бережной» Е. Р. Симонова — Алексей Бережной
- 1963 — «Принцесса Турандот» К. Гоцци. Постановка — Е. Б. Вахтангова, возобновлена Р. Н. Симоновым — принц Калаф
- 1963 — «Каменный гость» А. С. Пушкина — Дон Гуан
- 1963 — «Дундо Марое» М. Држича — стража
- 1963 — «Потерянный сын» А. Н. Арбузова — Антон
- 1964 — «Ливень» Л. Войтехова — Гермин
- 1964 — «Иркутская история» А. Н. Арбузова — Виктор Бойцов (ввод)
- 1964 — «Новые знакомые» — Иван
- 1964 — «Филумена Мартурано» Э. Де Филиппо — Умберто (ввод)
- 1965 — «Дион» Л. Г. Зорина — Клодий
- 1966 — «Золушка» Е. Л. Шварца — маркиз Па де Труа
- 1966 — «Миллионерша» Б. Шоу — Доктор-египтянин
- 1966 — «Конармия» по И. Э. Бабелю. Постановка Р. Н. Симонова — Маяковский
- 1966 — «Миллионерша» Б. Шоу — Доктор-египтянин
- 1966 — «Особо опасная» — Виноградов
- 1966 — «Планета надежды» — Павел
- 1966 — «Западня» — Лантье
- 1968 — «Дети солнца» М. Горького — Протасов
- 1969 — «Коронация» Л. Г. Зорина — Николай Камшатов-младший
- 1969 — «Мещанин во дворянстве» Мольера — Ковьель
- 1970 — «Человек с ружьём» Н. Ф. Погодина — Самсонов
- 1970 — «Артиллерист» — Артём
- 1971 — «Антоний и Клеопатра» У. Шекспира. Постановка Е. Р. Симонова) — Октавий Цезарь
- 1972 — «Шаги Командора» В. Н. Коростылёва — Пушкин
- 1973 — «Женщина за зелёной дверью» Р. М. Ибрагимбекова — Мансур
- 1974 — «Из жизни деловой женщины» А. Б. Гребнева — Виктор Петрович
- 1975 — «Господа Глембаи» М. Крлежи — Зильбербрандт
- 1975 — «Фронт» А. Е. Корнейчука — Огнев
- 1977 — «Гибель эскадры» А. Е. Корнейчука — Мичман Кнорис
- 1977 — «Ожидание» — Паоло Монти
- 1978 — «Чем люди живы» Л. Н. Толстого — Анфимов
- 1979 — «Тринадцатый председатель» А. Х. Абдуллина — Сагадеев
- 1980 — «Господа Глембаи» М. Крлежи — Леон Глембаи
- 1980 — «Старинные русские водевили» («Девушка-гусар» Ф. А. Кони) — Роланд
- 1982 — «Равняется четырём Франциям» А. Н. Мишарина — Шахматов
- 1983 — «Чудо Святого Антония» М. Метерлинка — Антоний
- 1984 — «Сезон охоты» Т. И. Чиладзе — Андрей
- 1985 — «Три возраста Казановы» по пьесам М. И. Цветаевой «Приключение» и «Феникс» — Казанова
- 1985 — «Мария Тюдор» В. Гюго — Фабиано Фабиани
- 1987 — «Брестский мир» М. Ф. Шатрова — Троцкий
- 1990 — «Два часа в Париже с одним антрактом» («Убийство на улице Лурсин» Э. Лабиша) — Ланглюме
- 1994 — «Милый лжец» Дж. Килти. Постановка А. Я. Шапиро) — Б. Шоу
- 1997 — «Лев зимой» Дж. Голдмена — Генри II, король
- 1999 — «Посвящение Еве» Э.-Э. Шмитта. Постановка С. И. Яшина — Абель Знорко
- 2004 — «Фредерик, или Бульвар преступлений» Э.-Э. Шмитта — Фредерик Леметр
- 2008 — «Последние луны». Две истории по пьесам Ф. Бордона «Последние луны» и Г. Мюллера «Тихая ночь». Постановка — Р. Туминаса — Он
- 2011 — «Пристань» (часть «Пушкин») по мотивам произведений Б. Брехта, И. Бунина, Ф. Достоевского, Ф. Дюрренматта, А. Миллера, А. Пушкина, Э. де Филиппо. Постановка — Р. Туминаса — чтение стихов

Театр под руководством А. А. Калягина
- 1993 — «Дядя Ваня» А. П. Чехова — Астров[30]

### Литературно-поэтические записи, радиоспектакли
- 1961 — И. Эфендиев. «Ивы над арыком» (радиопостановка)
- 1962 — М. Пуйманова. «Сестра Алёна» (радиопостановка)
- 1963 — Кабардинский эпос «Нарты». «Золотой кошель Малечипх» (радиоспектакль)
- 1965 — Г. Марков. «Отец и сын» (радиопостановка)
- 1966 — Д. Медведенко. «Канат альпинистов» (радиопостановка)
- 1966 — И. Прут. «Моя мечта» (радиоспектакль)
- 1966 — К. Гоцци. «Принцесса Турандот» (радиокомпозиция спектакля)
- 1968 — А. Каххори. «Ночь перед бессмертием» (поэма)
- 1968 — И. Бабель. «Конармия» (радиокомпозиция спектакля)
- 1969 — М. Горький. «Дети солнца» (сцена из спектакля)
- 1970 — Б. И. Висенте. «Заяц» (рассказ)
- 1970 — Литературная программа из стихов А. С. Пушкина «Когда меня постигнет судьбины гнев»
- 1971 — В. Цонев. «До свидания, друзья!» (радиопостановка)
- 1971 — Д. Дейс. «Крупная игра» (радиопостановка)
- 1971 — С. Рассадин, Б. Сарнов. «Когда оживают памятники» (радиопередача)
- 1974 — У. Шекспир. «Антоний и Клеопатра» (радиокомпозиция спектакля)
- 1976 — «Павел Антокольский». (радиокомпозиция)
- 1976 — Абдуррахман Джами и Шамсетдин Хафиз Газели
- 1976 — В. Маяковский. Лирика
- 1976 — М. Джалиль. «Песнь борьбы» (радиокомпозиция)
- 1976 — Р. Гамзатов. «Высокие звёзды» (литературно-музыкальная композиция)
- 1977 — И. Бунин. «Митина любовь» (страницы повести)
- 1977 — Ф. С. Фицджеральд. «Великий Гетсби» (сцены из романа)
- 1978 — В. Попов. «Испытание» (радиоспектакль)
- 1978 — М. Лермонтов. «В мире поэзии» (радиокомпозиция)
- 1979 — А. Корнейчук. «Гибель эскадры» (радиокомпозиция спектакля)
- 1979 — Абдуррахман Джами и Шамсетдин Хафиз Газели
- 1979 — В. Маяковский. Лирика
- 1979 — Е. Баратынский. Стихи (радиокомпозиция)
- 1979 — Е. Буков. Стихи
- 1979 — Н. Огарёв. Стихи
- 1979 — С. Щипачёв. Стихи (радиокомпозиция)
- 1980 — А. Суров. «Сергей Есенин» (радиопостановка)
- 1980 — В. Пикуль. «Богатство» (инсценированные страницы книги, передач)
- 1980 — Д. Самойлов. Стихи
- 1980 — И. Тургенев. «Первая любовь» (четыре радиопередачи)
- 1981 — А. Пушкин. Стихотворения
- 1981 — В. Маяковский и А. Пушкин. «Вечер поэзии» (радиокомпозиция)
- 1981 — Й. Аттила. Стихи
- 1981 — Ф. Кони. «Девушка-гусар» (радиокомпозиция спектакля)
- 1982 — А. Лупан. Стихотворения
- 1982 — С. Цвейг. «Мариенбадская элегия»
- 1983 — А. Пушкин: творческий вечер Василия Ланового
- 1983 — В. Маяковский, Р. Гамзатов, Т. Шевченко: творческий вечер Василия Ланового
- 1985 — В. Маяковский, А. Пушкин. Вечер поэзии (радиокомпозиция)
- 1985 — В. Маяковский, С. Смирнов, Н. Некрасов. Поэтическая тетрадь (радиокомпозиция)
- 1985 — И. Козлов. Стихотворения
- 1985 — Л. Зейманова. «Их имена забыться не должны» (радиопостановка)
- 1986 — О творчестве А. С. Пушкина. Читает В. Лановой
- 1987 — М. Светлов Стихотворения
- 1987 — Москва (литературная композиция)
- 1987 — Ю. Марцинкявичюс, Ф. Балкарова, Ф. Глинка (радиокомпозиция)
- 1988 — Г. Водэ. Стихотворения
- 1988 — М. Луконин. Стихотворения
- 1988 — М. Шатров. «Брестский мир» (сцены из спектакля)
- 1988 — П. Боцу. Стихотворения
- 1988 — Э. Хемингуэй. Поэма «О любви»
- 1989 — А. Корнейчук. «Фронт» (радиокомпозиция спектакля)
- 1989 — В. Гроссман. «Сикстинская мадонна»
- 1989 — В. Маяковский. Стихи
- 1990 — А. Выстроробец. «Завещание» (радиоспектакль)
- 1990 — Т. Готье. «Эмали и камеи» (стихотворения)
- 1991 — Э. Лабиш, А. Монпье, Э. Маттерн. «Два часа в Париже с одним антрактом» (радиоспектакль)
- 1995 — Д. Килти. «Милый лжец» (радиокомпозиция спектакля)
- 1996 — И. Борисов. «Две стороны медали победы» (радиокомпозиция по мотивам рассказа А. Солженицына «Один день Ивана Денисовича» и поэмы А. Твардовского «Василий Тёркин»)
- 1996 — Н. Гумилёв. Стихи
- 2003 — К 300-летию Санкт-Петербурга поэмы А. Пушкина «Медный всадник», а также цикла стихотворений «Дары Петербургу», в который вошли произведения А. Блока, А. Ахматовой, В. Маяковского, О. Берггольц и А. Пушкина
- 2006 — Радиопостановка «Князь Андрей» по роману Л. Н. Толстого «Война и мир»
- М. Ломоносов. Стихотворения
- О. Сулейменов, Д. Самойлов, А. Пушкин, Ф. Тютчев. «Поэтическая тетрадь» (радиокомпозиция)
- Ф.Тютчев. «29 января 1837 года» (радиокомпозиция)

### Фильмография

#### Актёрские работы
| Год       |     | Название                                                 | Роль                                                                         |
| --------- | --- | -------------------------------------------------------- | ---------------------------------------------------------------------------- |
| 1954      | ф   | Аттестат зрелости                                        | Валентин Листовский                                                          |
| 1956      | ф   | Триста лет тому...                                       | Бронислав Оржельский, поручик                                                |
| 1956      | ф   | Павел Корчагин                                           | Павел Корчагин                                                               |
| 1960      | ф   | Сильнее урагана                                          | Фёдор Хмара                                                                  |
| 1961      | ф   | Алые паруса                                              | Артур Грей                                                                   |
| 1961      | ф   | Полосатый рейс                                           | отдыхающий на пляже (нет в титрах)                                           |
| 1962      | ф   | Коллеги                                                  | Алексей Максимов                                                             |
| 1964      | тсп | Соучастие в убийстве                                     | Браммел                                                                      |
| 1965      | ф   | Иду на грозу                                             | Олег Тулин                                                                   |
| 1965—1966 | с   | Война и мир                                              | Анатоль Курагин                                                              |
| 1966      | ф   | Товарищ песня                                            | Сергей                                                                       |
| 1967      | ф   | Анна Каренина                                            | Алексей Вронский                                                             |
| 1967      | ф   | Пароль не нужен                                          | Марейкис, связной Исаева                                                     |
| 1967      | тсп | Северо-западнее Берлина                                  | неизвестный                                                                  |
| 1968      | тсп | Солярис                                                  | Крис Кельвин                                                                 |
| 1968      | ф   | Шестое июля                                              | Феликс Эдмундович Дзержинский                                                |
| 1969      | тсп | Министры и сыщики (телеспектакль)                        | Шерлок Холмс                                                                 |
| 1969      | тсп | Оперативная командировка                                 | командующий                                                                  |
| 1970      | ф   | Любовь Яровая                                            | Михаил Яровой                                                                |
| 1971      | ф   | Офицеры                                                  | Иван Варавва                                                                 |
| 1971      | тсп | Принцесса Турандот                                       | Калаф                                                                        |
| 1971      | ф   | Тысяча душ                                               | Яков Васильевич Калинович                                                    |
| 1972      | ф   | Пятьдесят на пятьдесят                                   | Волгин, советский разведчик                                                  |
| 1973      | тсп | Иркутская история                                        | Виктор                                                                       |
| 1973      | с   | Семнадцать мгновений весны                               | Карл Вольф, обергруппенфюрер СС                                              |
| 1973      | ф   | Юнга Северного флота                                     | Черемин, майор                                                               |
| 1974      | ф   | Анна и Командор                                          | Начальник военного НИИ Бондарь                                               |
| 1974      | ф   | Здравствуйте, доктор!                                    | Александр Соколов, молодой хирург                                            |
| 1975      | тсп | Конармия                                                 | Владимир Маяковский                                                          |
| 1976      | ф   | Дни Турбиных                                             | Леонид Юрьевич Шервинский                                                    |
| 1976      | ф   | Солдаты свободы                                          | Андрей Гречко, генерал-полковник                                             |
| 1977      | ф   | Встреча на далёком меридиане                             | Дмитрий Петрович Гончаров, советский учёный-физик                            |
| 1977      | тсп | Мещанин во дворянстве                                    | Ковьель                                                                      |
| 1977      | ф   | Странная женщина                                         | Николай Сергеевич Андрианов, учёный-электронщик                              |
| 1977      | тсп | Человек с ружьём                                         | Самсонов, представитель штаба из Царского Села                               |
| 1978      | тсп | Вечер старинных русских водевилей («Девушка-гусар»)      | Роланд                                                                       |
| 1979      | тсп | Господа Глембаи                                          | Зильбербрант, доктор богословия и философии                                  |
| 1980      | тсп | Антоний и Клеопатра                                      | Октавиан Август                                                              |
| 1980      | ф   | Петровка, 38                                             | Владислав Николаевич Костенко                                                |
| 1980      | ф   | Огарёва, 6                                               | Владислав Николаевич Костенко                                                |
| 1982      | ф   | Бой на перекрёстке                                       | Феликс Эдмундович Дзержинский                                                |
| 1982      | ф   | Мрачное солнце / Temné slunce (Чехословакия)             | Имя персонажа не указано                                                     |
| 1983      | ф   | Приступить к ликвидации                                  | Вадим Гаврилович Чистяков (Алтунин), полковник авиации                       |
| 1985      | ф   | Картина                                                  | Дмитрий Иванович Уваров, председатель облисполкома                           |
| 1987      | ф   | Поражение                                                | Борис Григорьевич Данкевич, профессор                                        |
| 1987      | тсп | Тринадцатый председатель (фильм-спектакль)               | Сагадеев, председатель колхоза                                               |
| 1989      | тсп | Брестский мир (фильм-спектакль)                          | Лев Давидович Троцкий                                                        |
| 1990      | ф   | Бес в ребро                                              | Владимир Петрович Чагин, директор стадиона                                   |
| 1992      | ф   | Непредвиденные визиты                                    | Тимофей Егорович Ползунов, председатель исполкома времён Сталина             |
| 1992      | ф   | Слеза Князя тьмы                                         | барон Прейман                                                                |
| 1992      | ф   | Чёрный квадрат                                           | Василий Кассарин, генерал КГБ                                                |
| 1992—1997 | с   | Мелочи жизни                                             | Борис Ефимович Вологдин, руководитель охранной фирмы, генерал КГБ в отставке |
| 1993      | ф   | Падение                                                  | Анатолий Алексеевич Крутов, крупный партийный чиновник                       |
| 1995      | ф   | Барышня-крестьянка                                       | Иван Петрович Берестов                                                       |
| 1998      | ф   | Незнакомое оружие, или Крестоносец 2                     | генерал                                                                      |
| 1998      | ф   | Незримый путешественник                                  | Александр I, царь                                                            |
| 2000      | ф   | Рыцарский роман                                          | Алексий Комнин, император Византии                                           |
| 2001      | тсп | Милый лжец                                               | Джордж Бернард Шоу                                                           |
| 2001      | ф   | Ночь на кордоне                                          | Сергей в старости                                                            |
| 2003      | тсп | Посвящение Еве                                           | Знорко                                                                       |
| 2003      | тсп | Последняя Любовь Тютчева (фильм-спектакль)               | Имя персонажа не указано                                                     |
| 2004      | ф   | Золотая голова на плахе                                  | Феликс Эдмундович Дзержинский                                                |
| 2004      | ф   | Сага древних булгар. Лествица Владимира Красное Солнышко | Константин VIII, император-соправитель                                       |
| 2005      | с   | Брежнев                                                  | Юрий Владимирович Андропов                                                   |
| 2004      | ф   | Сага древних булгар. Сказание Ольги Святой               | Константин VII Багрянородный, император                                      |
| 2006      | с   | Офицеры                                                  | генерал Осоргин, отец Егора                                                  |
| 2006      | с   | Тайна «Святого Патрика»                                  | Валерий Лосицкий в старости                                                  |
| 2007      | с   | Одна любовь души моей                                    | Николай Карамзин                                                             |
| 2009      | с   | Дом на Озёрной                                           | Иван Александрович Седов                                                     |
| 2010      | с   | Старики (фильм «Ошибка следствия»)                       | Михаил Климов, следователь в отставке                                        |
| 2011      | тсп | Пристань                                                 | читает поэзию А. С. Пушкина                                                  |
| 2012      | с   | Бедные родственники                                      | Тимофей Кузьмич Бондарев, старый большевик                                   |
| 2013      | с   | Берега моей мечты                                        | Василий Николаевич Бессонов, главный конструктор                             |
| 2013      | с   | Три мушкетёра                                            | кардинал Ришельё                                                             |
| 2014      | с   | Линия Марты                                              | Юрий                                                                         |
| 2014      | тсп | Последние луны                                           | Он                                                                           |
| 2015      | ф   | Побег в небо. Девятаев (не был завершён)                 | Имя персонажа не указано                                                     |
| 2016      | ф   | Чужой дед                                                | Игорь Степанович                                                             |

 — главная роль

#### Озвучивание
| Год       |     | Название                                | Роль                                      |
| --------- | --- | --------------------------------------- | ----------------------------------------- |
| 1961      | ф   | Взрослые дети                           | молодой архитектор, роль К. Худякова      |
| 1964      | ф   | Чёрный тюльпан                          | Жюльен де Сен-Прэ / Гийом, роли А. Делона |
| 1968      | ф   | Ромео и Джульетта                       | Тибальт, роль М. Йорка                    |
| 1971      | тф  | Поёт Муслим Магомаев                    | читает текст                              |
| 1972      | ф   | Цирк зажигает огни                      | Андрей Бакланов, роль А. Голобородько     |
| 1973—1974 | с   | Потоп                                   | Богуслав Радзивилл                        |
| 1977      | док | Борис Пророков                          | читает текст                              |
| 1978      | док | Великая Отечественная (The unknown war) | читает текст                              |
| 1978      | мф  | Вожак                                   | вожак                                     |
| 1984      | док | Стратегия Победы                        | читает советские документы                |
| 1985      | док | Александр Покрышкин                     | читает текст                              |
| 2007      | мф  | Притчи от Норбекова (мультфильм)        | читает текст                              |
| 2008      | док | Тайны забытых побед                     | читает текст                              |
| 2013      | док | Честь - никому!                         | читает текст                              |
| 2014      | док | Мой Дагестан. Исповедь                  | читает текст                              |

## Звания и награды

В. C. Лановой награждён орденом «За заслуги перед Отечеством» III степени в 2009 году

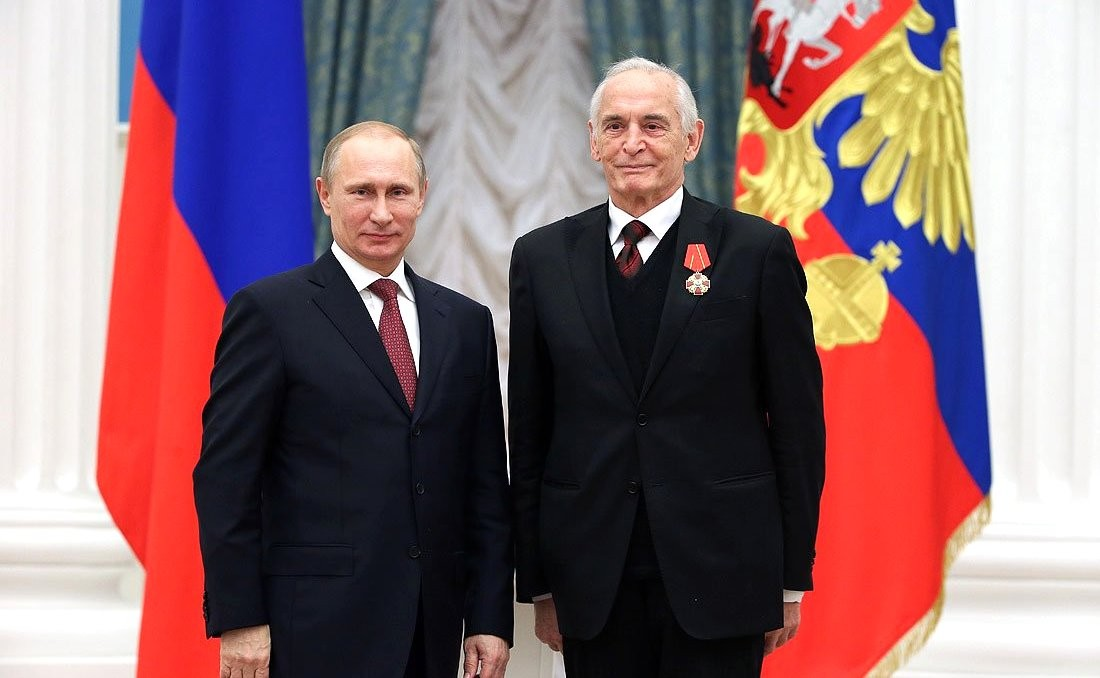
Церемония награждения орденом Александра Невского, 25 декабря 2013 года

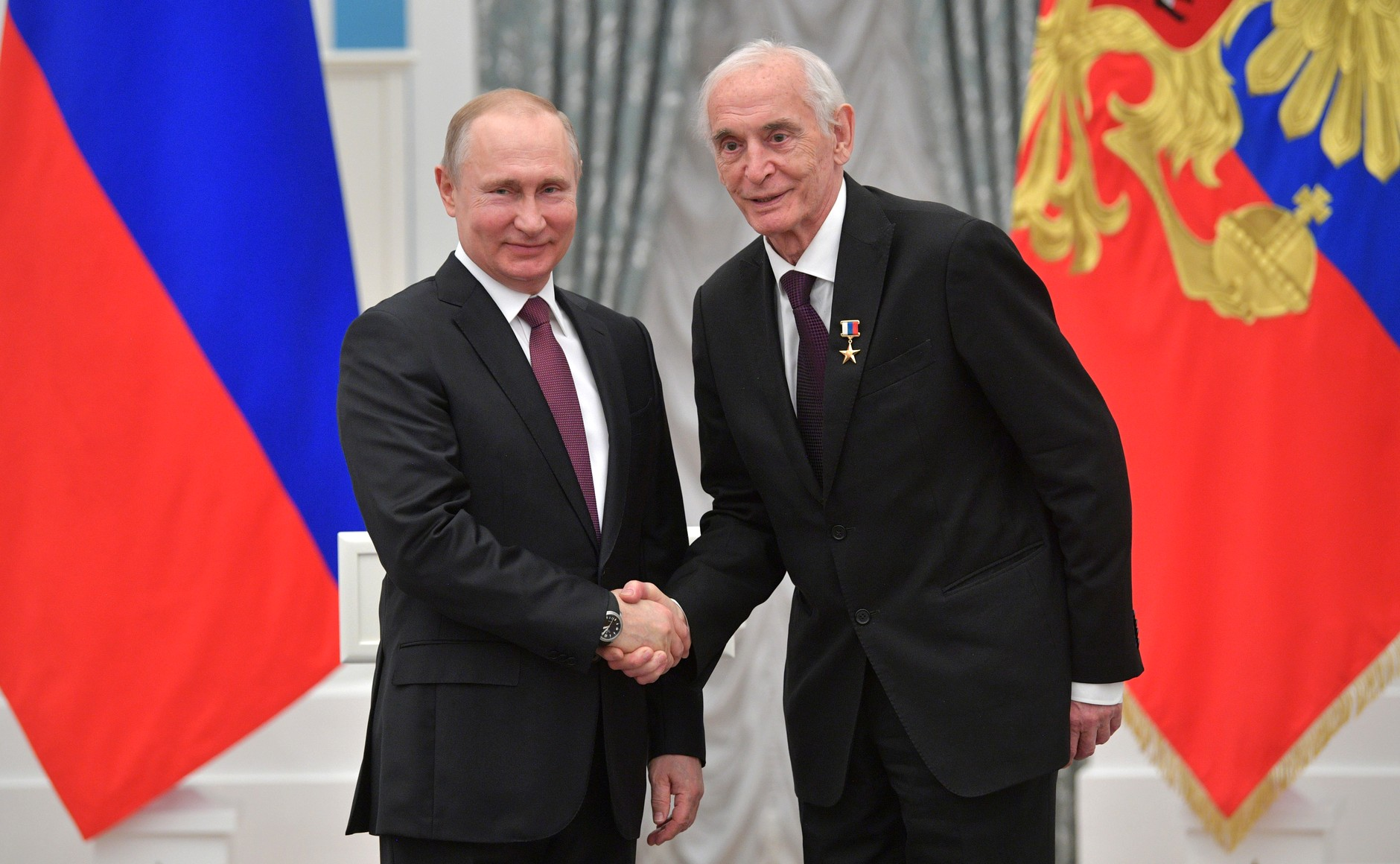
Церемония вручения медалей «Герой Труда Российской Федерации». 29 апреля 2019 года

Государственные награды СССР и Российской Федерации:
- Заслуженный артист РСФСР (21 июня 1968) — за заслуги в области советского искусства[32].
- Народный артист РСФСР (14 февраля 1978) — за заслуги в области советского театрального искусства[33].
- Народный артист СССР (26 декабря 1985) — за большие заслуги в области театрального искусства[34].
- Ленинская премия (1980) — за участие в документальном фильме «Великая Отечественная».
- Орден Дружбы народов (28 октября 1994) — за заслуги в развитии театрального искусства[35].
- Орден Почёта (1 ноября 2001) — за многолетнюю плодотворную деятельность в области культуры и искусства, большой вклад в укрепление дружбы и сотрудничества между народами[36].
- Орден «За заслуги перед Отечеством» IV степени (13 января 2004) — за большой вклад в развитие театрального искусства[37].
- Орден «За заслуги перед Отечеством» III степени (28 декабря 2008) — за большой вклад в развитие отечественного театрального и кинематографического искусства, многолетнюю общественную деятельность[38].
- Орден Александра Невского (21 декабря 2013) — за большие заслуги в развитии отечественного театрального и кинематографического искусства, активную общественно-просветительскую деятельность[39].
- Герой Труда Российской Федерации (26 апреля 2019) — за особые трудовые заслуги перед государством и народом[40].
- наградное оружие - 9-мм пистолет ПММ от министра обороны РФ С. Б. Иванова и именной генеральский кортик от Следственного комитета РФ[41] (после смерти актёра, в январе 2023 года это оружие передали в один из музеев Москвы в качестве экспонатов)[42]

Другие награды, поощрения и общественное признание:
- Лучший актёр года, согласно опросу журнала «Советский экран», за роль Ивана Вараввы в фильме «Офицеры» (1971).
- Премия Московского комсомола (1972) — за создание героических образов.
- Премия КГБ СССР (1983) — за фильм «Бой на перекрёстке».
- Премия МВД СССР (1984) — за фильм «Приступить к ликвидации».
- КФ «Новое кино России» — приз за лучшую мужскую роль, фильм «Незримый путешественник» (1999).
- Международная премия Андрея Первозванного «Вера и верность» «За большой вклад в развитие киноискусства» (2003)[43].
- Заслуженный деятель искусств Автономной Республики Крым (2 июля 2002, Автономная Республика Крым, Украина) — за значительный вклад в развитие культуры и искусства, высокое профессиональное мастерство, большую организаторскую работу по проведению IV Международного Фестиваля античной драмы «Боспорские агоны» (г. Керчь)[44]
- орден «За заслуги» III степени (16 января 2004, Украина) — за весомый личный вклад в развитие культурных связей между Украиной и Российской Федерацией, многолетнюю плодотворную творческую деятельность и в связи с 70-летием со дня рождения[45][46].
- Специальный приз президента Белоруссии «За сохранение и развитие традиций духовности в киноискусстве» (2008)[47].
- Медаль «За заслуги перед Ставропольским краем» (2008).
- Благодарность Правительства Российской Федерации (24 апреля 2008) — за активную и плодотворную работу в деле пропаганды русского языка, русской литературы и культуры[48].
- Знак отличия «За заслуги перед Москвой» (30 декабря 2008, Москва) — за заслуги в развитии театрального искусства и кино, большой вклад в патриотическое воспитание подрастающего поколения[49].
- «Большая литературная премия России» СП России, премия «На благо России» за выдающийся вклад в развитие культуры России (2009).
- Заслуженный артист Республики Северная Осетия — Алания (2010).
- Царскосельская художественная премия (2010).
- Российская национальная актёрская премия имени Андрея Миронова «Фигаро» в номинации «За служение театральному Отечеству» (2012)[50].
- орден «За заслуги» II степени (22 января 2014, Украина) — за значительный личный вклад в социально-экономическое, научно-техническое, культурно-просветительное развитие Украинского государства, весомые трудовые достижения, многолетний добросовестный труд[51].
- Народный артист Республики Северная Осетия-Алания (2015).
- Медаль «Памяти героев Отечества» (2016, Минобороны России) — за реализацию проектов историческо-патриотических направлений[52].
- Премия «Хрустальная Турандот» (2016) — за долголетнее и доблестное служение театру[53].
- Знак Преподобного Сергия Радонежского (2017)[54].
- Заслуженный артист Республики Адыгея (19 июня 2018).
- Премия «Золотая маска — 2019» (2018) — за выдающийся вклад в развитие театрального искусства[55].
- Премия Министерства обороны Российской Федерации в области культуры и искусства (2018) — за вклад в развитие культуры.
- Почётная грамота Правительства Москвы (29 января 2019) — за большой вклад в военно-патриотическое воспитание молодежи, укрепление гражданского единства и сохранение исторической памяти, активное участие в проведении социально значимых массовых мероприятий в городе Москве.
- Национальная премия «Имперская культура» имени Эдуарда Володина (2007)[56][57].
- Почётный гражданин Керчи (2019)[58].
- Премия имени Иосифа Бродского — «Бродский на Искье» (2019)[59].
- Почётный гражданин Москвы (23 декабря 2020) — за выдающийся вклад в развитие искусства театра и кино[60].
- Национальная премия имени Петра Великого.
- орден Петра Великого II степени.
- орден Святого Станислава.
- Медаль имени А. С. Пушкина (200 лет)[61].
- Золотая медаль Ф. И. Тютчева (200 лет).
- Медаль Золотая Фортуна (Украина).
- Медаль имени В. И. Даля.
- Медаль имени В. И. Вернадского (РАН).
- Медаль имени С. И. Вавилова (РАН).
- Академик Российской академии кинематографических искусств «Ника».
- Почётный член РАХ.
- Василий Лановой получил специальный приз первого российского фестиваля экранизаций «Читка»[62].

## Память

Памятник героям фильма «Офицеры» возле здания Минобороны России в Москве

- 9 декабря 2013 года в Москве, на Фрунзенской набережной, открыт памятник героям фильма «Офицеры». Скульптура воспроизводит одну из сцен фильма: встречу после долгой разлуки двух боевых товарищей, супруги и внука одного из них[63].
- Памятник актёру открыт 22 февраля 2022 года у входа в Екатеринбургское суворовское военное училище[64].
- В мае 2021 года звезда Василия Ланового открыта на «Аллее Славы» в Туле в рамках стартовавшего там XIX Международного фестиваля военного кино им. Ю. Н. Озерова[65].
- 6 сентября 2022 года на Арбате открыт групповой памятник Василию Лановому, Владимиру Этушу и Юрию Яковлеву, расположенный во дворе у Симоновской сцены Вахтанговского театра[66]. По задумке скульптора Филиппа Трушина и главного художника театра Максима Обрезкова, в сюжете памятника отражена беседа между ведущими артистами по пути в театр[67].
- 10 ноября 2022 года в Липецке, в сквере 65-летия Победы установили памятник В. С. Лановому. Почётным гостем церемонии стала вдова Ланового, народная артистка РСФСР Ирина Купченко. Бюст в дар городу передала некоммерческая организация «Армия и культура». За основу взяли несколько фотографий Ланового, которые, на взгляд скульптора, наиболее ярко отражали образ и эмоциональное состояние актёра[68].
- 17 мая 2023 года открыт бюст в городе Волгограде[69].
- 28 января 2024 года на могиле актёра открыт памятник[70][71].
- 11 сентября 2024 года на фасаде дома №39 в Староконюшенном переулке, где актер жил с 1987 по 2021 год, установлена мемориальная доска[72].

Творчеству и памяти актёра посвящены документальные фильмы и телепередачи:
- «Василий Лановой. „Есть такая профессия“» («ТВ Центр», 2009)[73]
- «Василий Лановой. „И страсть, и слёзы, и любовь“» («Первый канал», 2010)[74]
- «Василий Лановой. „Честь имею“» («Первый канал», 2014)[75][76]
- «Василий Лановой. „Другого такого нет“» («Первый канал», 2019)[77][78]
- «К 85-летию Василия Ланового» («Мир», 2019)[79].

## Публикации
- Лановой В. С. Счастливые встречи / Предисл. С. Бондарчука. — М.: Молодая гвардия. — 1983. — С. 45—64.
- Ефимова З. Василий Лановой. — М.: Союз кинематографистов СССР, 1990.
- Казьмина Н. Ю. Василий Лановой // Театр имени Евг. Вахтангова / Ред.-составитель Б. М. Поюровский. — М.: Центрполиграф, 2001. — С. 200—227, фото. («Звёзды московской сцены») — ISBN 5-227-01251-2
- Лановой В. С. Летят за днями дни…. — М.: Алгоритм, 2017. — 304 с. — ISBN 978-5-94663-999-6.